# Lol Coxhill
Lowen Coxhill, detto Lol (Portsmouth, 19 settembre 1932 – Hampshire, 9 luglio 2012), è stato un sassofonista, compositore e attore inglese.

## Biografia
Musicista eclettico, pur rimanendo uno degli interpreti principali della free improvisation internazionale, ha spaziato tra diversi generi, come il bebop, il rock progressivo, il blues ed altri. Utilizzava prevalentemente i sassofoni soprano e sopranino. Nel corso della sua lunghissima carriera, Coxhill ha inciso molti dischi ed ha al suo attivo un gran numero di collaborazioni nei lavori di altri musicisti. Tra il 1980 ed il 1992, è apparso sugli schermi anche come attore, interpretando ruoli secondari in alcuni film e telefilm inglesi.
Negli anni cinquanta, durante i quali il jazz ha una grandissima diffusione in Inghilterra, Coxhill assorbe l'influenza della neonata free improvisation ed il suo stile va a collocarsi all'interno di diversi generi musicali, tra i quali il free jazz, il bebop, il blues, il rock e la musica contemporanea di Edgard Varèse e Stockhausen In questo periodo, un importante punto di riferimento sono per Coxhill i lavori di Thelonious Monk e Pee Wee Russell, dei quali ammira le originali pause tra una nota e la successiva. Altri jazzisti che contribuiscono alla sua formazione sono Charlie Parker e Lee Konitz
Negli anni sessanta si avvicina al rock progressivo della scena di Canterbury, entrando prima nella formazione dei Carol Grimes and Delivery e poi in quella dei Whole World di Kevin Ayers. Il sodalizio iniziato con Steve Miller nei Delivery porterà alla realizzazione di diversi album. Altri importanti musicisti progressive con cui ha lavorato sono i Caravan, Fred Frith, Hugh Hopper, gli Henry Cow e Mike Oldfield.
Tra i vari artisti di blues con cui ha suonato vi sono Otis Spann, Champion Jack Dupree, Lowell Fulson, Rufus Thomas ed Alexis Korner. Tra i jazzisti vanno citati i Brotherhood of Breath, Harry Miller, Steve Lacy, Evan Parker, Anthony Braxton e John Stevens. Negli anni ottanta entra nel trio jazz The Melody Four, con i quali inciderà diversi album. Ha al suo attivo anche la partecipazione in dischi punk del gruppo The Damned e di Penny Rimbaud.
L'album Digswell Duets del 1978, accreditato a Coxhill, Simon Emmerson e Veryan Weston, è stato inserito dalla rivista britannica The Wire nella lista dei "100 album che hanno incendiato il mondo (quando nessuno li ascoltava)".
Amato dai colleghi e dal pubblico per le sue doti di simpatia e onestà, Coxhill ha continuato ad esibirsi e ad incidere con regolarità fino all'età di 79 anni, quando, gravemente ammalato, è costretto al ricovero ospedaliero. Muore dopo qualche settimana, il 9 luglio 2012.

## Discografia

### Da solista
- 1970 Ear of the Beholder
- 1971 Toverbal sweet
- 1973 Coxhill / Miller - con Steve Miller
- 1974 The Story So Far...Oh Really - con Steve Miller
- 1973-75 Welfare State verzamel
- 1975 Fleas In Custard
- 1976 Diverse
- 1977 Murder In The Air
- 1978 Moot
- 1978 Lid
- 1978 Digswell Duets - con Simon Emmerson e Veryan Weston
- 1978 The Joy Of Paranoia
- 1980 The Johnny Rondo Duo Plus Mike Cooper
- 1980 Slow Music - con Morgan Fisher
- 1980 Chanteney 80
- 1981 Dunois Solos
- 1982 French Gigs '78 / ‘81 - con Fred Frith
- 1982 Home Produce
- 1982 Instant Replay
- 1982 Il Froga Silencio/Disco Dementia
- 1983 Cou$cou$
- 1983 Lol Coxhill and Totsuzen Danbal - con Totsuzen Danball
- 1985 10:02
- 1985 Café de la Place
- 1985 The Inimitable
- 1985 Frog Dance
- 1987 Before My Time
- 1988 Lol Coxhill and Totsuzen Danball 2 - con Totsuzen Danball
- 1989 Termite One
- 1990 Solo
- 1990 The Holywell Concert
- 1990 The Bald Soprano Compilation 1980-89
- 1990 Incognitose
- 1994 Three Blokes - con Steve Lacy ed Evan Parker
- 1994 One Night in Glasgow - con Pat Thomas
- 1994 Halim
- 1997 My Chelsea - con Phil Minton e Noël Akchoté
- 1997 Xmas Songs - con Phil Minton e Noël Akchoté
- 1997 Toverball Sweet… Plus
- 1998 Coxhill on Ogun
- 1998 Boundless - con Veryan Weston
- 1999 Alone and Together
- 2000 The Bill Wells Octet meets Lol Coxhill - con The Bill Wells Octet
- 2002 Worms organising Archdukes - con Veryan Weston
- 2002 Duology - con Howard Riley
- 2002 Spectral Soprano
- 2003 Out to launch - con the unlaunched orchestra
- 2003 Milwaukee 2002 - con Torsten Müller e Paul Rutherford
- 2003 Mouth - con Mike Walter
- 2003 Les Bains Douches
- 2003 Freedom of the City 2002: Small Groups
- 2005 Special Noel (Merry Christmas Everybody)
- 2005 Miniatures
- 2006 Thirty Years from Monday - con Carlos Zingaro
- 2006 Ictus Records 30th Anniversary Collection: High Danger Voltage
- 2006 Life Too, Has Surface Noise: The Complete Dandelion Records
- 2007 More Together Than Alone
- 2007 Folk Songs [Nato]
- 2007 Echoes of Duneden - con Gerry Fitz-Gerald
- 2008 The Wire Tapper, Vol. 19
- 2008 Miniatures One+Two: Two Sequences of Tiny Masterpieces from 1980 and 2000
- 2008 I'll Give You My Heart, I'll Give You My Heart
- 2008 Bandes Originales du Journal de Spirou
- 2010 Fine Tuning - con Enzo Rocco
- 2011 The Rock on the Hill - con Barre Phillips e JT Bates
- 2011 The Poppy Seed Affair

### Con The Melody four
- 1982 La Paloma
- 1984 Love Plays Such Funny Games
- 1985 Si Señor!
- 1986 TV? Mais Oui!
- 1987 Hello! We Must Be Going!
- 1988 Shopping For Melodies, volume 1
- 1988 Shopping For Melodies, volume 2
- 1995 Les films de ma ville - con artisti vari
- 2003 Les Bains Douches: Restaurant
- 2005 On Request
- 2007 Consider Us Gone

### Altre collaborazioni
I seguenti album sono una selezione parziale delle svariate collaborazioni di Coxhill:		
- 1970 Delivery: Fools meeting
- 1970 Alexis Corner: Both Sides
- 1970 Kevin Ayers and the Whole World: Shooting at the moon
- 1971 Shirley Collins and the Albion Country Band: No Roses
- 1972 Kevin Ayers: Too old to die young
- 1972 Kevin Ayers: Banana follies
- 1972 Caravan:	Waterloo Lily
- 1973 Miller/Coxhill: Not necessarily "English music" - con Steve Miller
- 1973 Hugh Hopper: 1984
- 1975 Penny Rimbaud: The Death of Imagination
- 1977 Company: Company 6 - con Leo Smith, Maarten van Regteren Altena, Evan Parker, Steve Lacy, Tristan Honsinger, Lol Coxhill, Anthony Braxton, Steve Beresford, Han Bennink, Derek Bailey
- 1977 Company: Company 7
- 1977 Company: Fictions - con Misha Mengleberg, Steve Beresford, Derek Bailey, Ian Croall
- 1977 The Damned: Music for Pleasure
- 1981 G.P. Hall: Figments of imagination
- 1982 Andrea Centazzo / Lol Coxhill / Franz Koglmann / Giancarlo Schiaffini: Situations
- 1983 Miller, Coxhill: Miller's Tale: The Steve Miller Trio meets Lol Coxhill
- 1984 Mike Cooper: Radio daze
- 1986 The Recedents: Barbecue Strut
- 1986 The Recedents: Zombie Bloodbath On The Isle Of Dogs
- 1987 Birdyak: Alphabets of fishes
- 1988 Rüdiger Carl: Moonlight becomes you
- 1990 George Ricci & the Improverts with Lol Coxhill: A big honk
- 1992 Alexis Corner: Alexis Korner &... (Collectors Series)
- 1992 Sydney Bechet: Vol pour Sydney
- 1992 The Dedication Orchestra: Spirits Rejoice
- 1993 Steve Lacy: Let's Call This...Esteem
- 1994 Lol Coxhill / Steve Lacy / Evan Parker: Three Blokes
- 1994 The Dedication Orchestra: Ixesha (Time)
- 1996 Gary Windo: His Master's Bones
- 1998 Alexis Corner: Musically Rich...and Famous: Anthology 1967-1982
- 1999 London Improvisers Orchestra: Proceedings
- 1999 Coxhill / Haslam / Rutherford: Slamfest
- 2000 Burt / MacDonald / Coxhill: Tsunami
- 2000 Rocco / Coxhill / Edwards / Noble / Weston: London gigs
- 2001 London Improvisers Orchestra: Freedom of the city 2001: large groups
- 2002 Chris Burn / Lol Coxhill / John Edwards / Phil Minton / John Russell: Mopomoso solos 2002
- 2002 George Burt / Raymond MacDonald Quintet with Lol Coxhill and Future Pilot: Hotel Dilettante
- 2002 Coxhill / Fell / Heesch: Friendly faces: egg tempera
- 2003 Burt / MacDonald Octet / Lol Coxhill: Popcorn
- 2003 Bergman / Coxhill / Hession: Acts of love
- 2003 Lol Coxhill / Frode Gjerstad / Nick Stephens: This that and the other
- 2004 London Improvisers Orchestra: Responses, reproduction & reality: freedom of the city 2003-4
- 2005 Kevin Ayers: Kevin Ayers: The BBC Sessions 1970-1976
- 2006 Andrea Centazzo:	Rebels, Travelers and Improvisers
- 2007 Kevin Ayers: Hyde Park Free Concert 1970
- 2012 Artisti vari: Danger High Voltage: Introduction to Ictus Records 30th Anniversary

## Filmografia
- 1987 Frogdance, documentario su Coxhill dell'emittente Channel 4
- 1992 Orlando di Sally Potter, dove compare nel ruolo di un maggiordomo
- 1982 A Much Underestimated Man, telefilm della serie Strangers dell'emittente britannica ITV
- 1986 Caravaggio di Derek Jarman, dove compare nel ruolo di un prete